# Amy Robsart

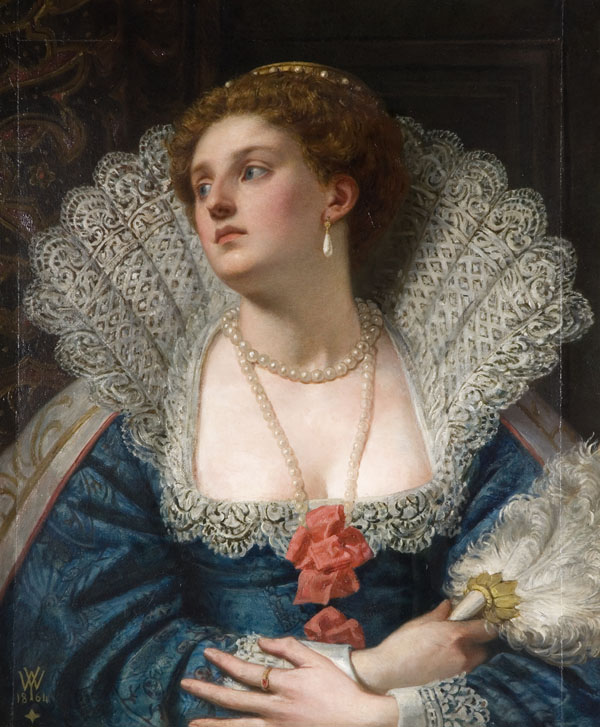
Amy Robsart, fictief portret door William Frederick Yeames

Amy Robsart (Norfolk, 1532 – Cumnor, nabij Abbingdon, Oxfordshire, 8 september 1560) was de eerste vrouw van de latere Earl of Leicester Robert Dudley, vooral bekend vanwege haar dood, waarschijnlijk door een val van de trap.

## Leven
Robsart was van adellijke komaf en kreeg een goede opleiding. In 1550, drie dagen voor haar achttiende verjaardag, huwde ze Robert Dudley, zoon van edelman-militair John Dudley. Aangenomen wordt dat het een huwelijk uit liefde was, aangezien Roberts vader, naar hij later zou aangeven, een betere partij voor zijn zoon had gewenst. William Cecil, gast op de bruiloft, zou later spreken van een "wellustig huwelijk". De trouwerij vond plaats op het koninklijk paleis Placentia in aanwezigheid van koning Eduard VI van Engeland. Het huwelijk zou uiteindelijk kinderloos blijven.

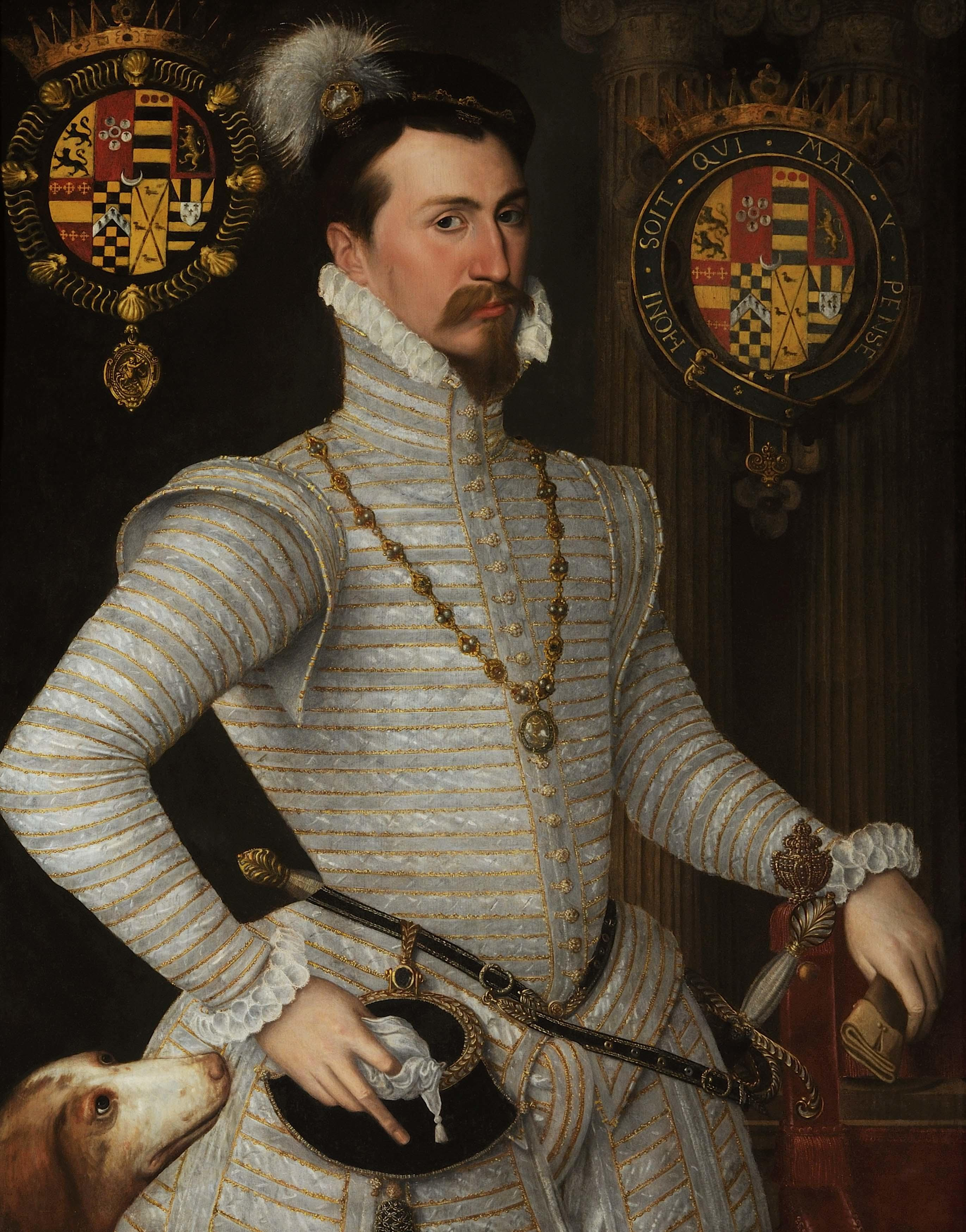
Robert Dudley, Amy's man

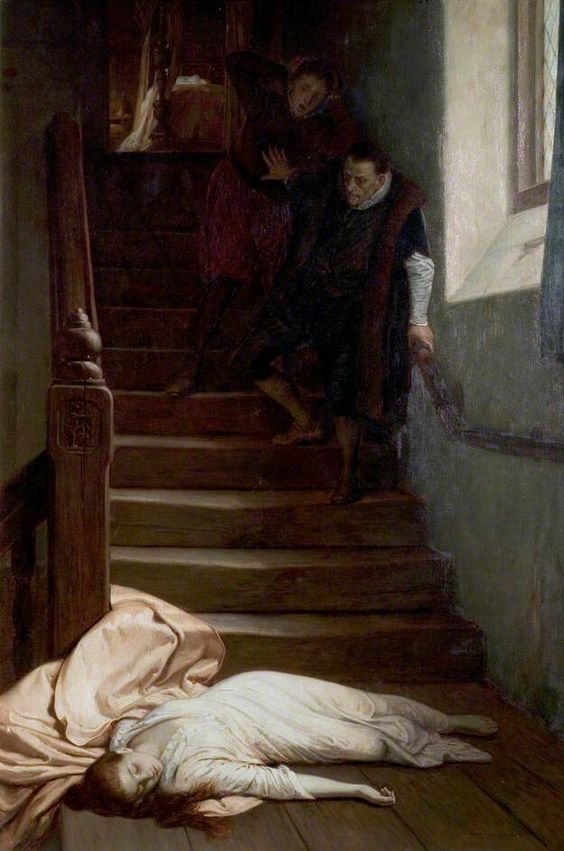
Amy Robsarts dood, door Yeames, 1877. Yeames laat het aan de toeschouwer om iets af te lezen over de mogelijke betrokkenheid van het personeel bij haar val.

Na de troonsbestijging van Elizabeth I van Engeland zou Dudley echter de meeste tijd aan het hof verblijven. Nadat geruchten de ronde deden dat Amy ernstig ziek zou zijn "aan haar borst", luidde zelfs het verhaal dat hij Elizabeths voornaamste huwelijkskandidaat zou zijn. Klaarblijkelijk was er ook sprake van een liefdesverhouding tussen Dudley en de koningin en op een gegeven moment deed zelfs een gerucht de ronde dat Dudley zijn vrouw vergif zou hebben gestuurd, omdat haar ziekte niet snel genoeg zou verlopen.
Ze woonde in deze jaren in het landhuis Cumnor Place nabij Abingdon. Op 8 september 1560 werd ze door naar huis terugkerend dienstpersoneel dood gevonden aan de voet van een stenen trap, met een gebroken nek. Over haar doodsoorzaak zouden vervolgens diverse lezingen de ronde doen. De officiële lezing was dat ze gewoon van de trap was gevallen. Velen vermoedden echter de betrokkenheid van haar man, die haar mogelijk door een van de bedienden van de trap had laten duwen. Uiteindelijk zou een gerechtelijk onderzoek plaatsvinden met als uitslag: een ongeval. Niettemin was Dudley door de geschiedenis inmiddels dusdanig gecompromitteerd dat Elizabeth een huwelijk met hem niet meer mogelijk achtte. Uiteindelijk zou hij hertrouwen met Lettice Knollys, Elizabeths favoriete hofdame.

## Nawerking
De dood van Amy Robsart is altijd sterk tot de verbeelding blijven spreken. Historici bleven speculeren over hoe ze precies aan haar einde zou zijn gekomen, maar tegenwoordig wordt algemeen aangenomen dat een moordplan weinig waarschijnlijk moet worden geacht. Robsart was zo goed als zeker ernstig ziek, en waarschijnlijk had ze borstkanker, waardoor uiteindelijk ook een broosheid van de botten kan ontstaan. Een ongelukkige val is dan al snel fataal. Verder wordt er op gewezen dat het ook voor Dudley duidelijk moet zijn geweest dat het orkestreren van Amy’s dood hem niet verder geholpen zou hebben bij zijn door menigeen veronderstelde doelen.
Robsarts dood liet haar sporen niet alleen na in de geschiedschrijving, maar ook in de kunst. Haar dood inspireerde onder andere Walter Scott tot zijn roman Kenilworth (1821) en Victor Hugo tot een toneelstuk. Verder komt de geschiedenis van Robsart terug in diverse opera’s en talrijke historische schilderwerken, onder meer van William Frederick Yeames, Richard Parkes Bonington en Edward Matthew Ward.